# Odontotrypes semiscribrosus
Odontotrypes semiscribrosus es una especie de coleóptero de la familia Geotrupidae.

## Distribución geográfica
Habita en Jammu y Kashmir.